# Mesquécia
Mesquécia ou Mósquia (em latim: Meschetia; em georgiano: მესხეთი; romaniz.: Meskheti), também conhecida como Samtskhe (Georgiano: სამცხე), é uma região localizada na parte montanhosa de Mósquia, no sudoeste da Geórgia.